# Муромка (приток Мокши)
Муромка (устар. Ширкоисс) — река в России, протекает по Мокшанскому району Пензенской области. Устье реки находится в 596 км от устья Мокши по левому берегу. Длина реки составляет 29 км, площадь водосборного бассейна — 151 км².
Исток реки севернее села Широкоис в 28 км к северо-западу от посёлка Мокшан. Река течёт на северо-восток, протекает деревни Новоникольское, Синцево, Русская Муромка. Впадает в Мокшу ниже села Скачки.

## Данные водного реестра
По данным государственного водного реестра России относится к Окскому бассейновому округу, водохозяйственный участок реки — Мокша от истока до водомерного поста города Темников, речной подбассейн реки — Мокша. Речной бассейн реки — Ока.
Код объекта в государственном водном реестре — 09010200112110000026820.